# Enkel predestination
Enkel predestination betecknar i kristen teologi läran om att människor blir frälsta därför att de har blivit utvalda av Gud, snarare än att människorna skulle ha valt att omvända sig till Gud. Denna lära förekommer inom luthersk ortodoxi. Anhängarna menar att läran är en direkt konsekvens av att frälsningen är av nåd allena. Den enkla predestinationen ska skiljas från såväl synergismen som menar att människans vilja måste medverka i omvändelsen, som den dubbla predestinationen som företräds av kalvinismen.